# Famille Carpelan
Carpelan est une famille de la noblesse de Finlande. 

## Patronyme
Classement par ordre alphabétique du prénom
- Axel Carpelan (1858–1919), musicologue
- Bo Carpelan (1926–2011), écrivain
- Henrik Carpelan (1921–2000), psychiatre
- Johan Fredrik Carpelan (1745–1808), militaire[2]
- Karl Carpelan (n. 1648 – 1720), militaire[3]
- Karl Efraim Carpelan (1732–1819), militaire[4]
- Karl Johan Carpelan (1811–1893)[5]
- Lars Carpelan (1566–1648), juriste
- Lars Larsson Carpelan († 1655), militaire
- Maximilian Carpelan († 1766), militaire
- Otto Maximilian Carpelan (1822–1891), militaire[6]
- Simon Vilhelm Carpelan (1733–1814), militaire[7]
- Sofia Magdalena Carpelan († 1847)[8]
- Tor Carpelan (1867–1960),
- Wilhelm Carpelan (1700–1788), militaire
- Wilhelm Maximilian Carpelan (1787–1830), artiste peintre